# Castell de Comlongon
El Castell de Comlongon és una torrassa que data del segle xv. Es troba a 1 km a l'oest del poble de Clarencefield, a 10 km al sud-est de Dumfries, al sud-oest d'Escòcia. La torre original va ser ampliada després que s'afegís una mansió d'estil baronial del segle xix. El castell i la mansió són actualment un hotel.

## Història
Thomas Randolph, I comte de Moray, va concedir les terres de Comlongon, a principis del segle xiv, al seu nebot William de Moravia, avantpassat dels Murray de Cockpool. El seu descendent Cuthbert de Cockpool va construir el Castell de Comlongon a la fi del segle xv, per remplaçar l'antic castell de Cokpool dels Murray, del que només es conserva la Granja Cockpool, al sud-oest de Comlongon. El seu fill John Murray va ser nomenat Baró Cockpool l'any 1508. Els descendents dels Murray van ser, posteriorment, nomenats Vescomtes de Stormont en 1621, i Comtes de Mansfield l'any 1776, i Cromlongon va formar part de les possessions d'aquest títol fins a 1984.

## El castell
La torre de pedra arenisca vermella mesura aproximadament 15 per 13 metres, i 18 metres d'altura fins als parapets. Es va construir sobre una pedra plinto, amb la finalitat de recolzar l'estructura en el que era un terreny pantanós. L'entrada a la torre encara conserva el reixat original, és a dir una reixeta de metall davant de la porta. Això dona pas a un celler abovedat amb un pou, i dues escales en espiral que condueixen a la part de dalt. L'escala principal es troba en l'escaire nord-est i condueix fins a una golfa en el nivell del parapet, mentre que la segona escala serveix per arribar a la primera planta.
El rebedor està dominat per una gran xemeneia, amb l'escut real d'Escòcia damunt d'ella. Aquest emblema heràldic tallat damunt de diverses mènsules per mitjà de cisell, demostra la riquesa relativa dels Murray. Una xemeneia separada al costat oposat del saló principal podria haver estat usada per una cuina estreta, i podria haver estat separada del saló per una mampara de fusta on ara hi ha una paret.
La característica més destacable de Comlongon són les parets, d'uns 4 metres de grossor en alguns llocs, i curulles d'habitacions interconnectades, a un nivell mai vist anteriorment als castells escocesos. L'estreta cuina és una d'aquestes habitacions. També dins de les parets del saló hi ha una sala de guàrdia, amb una cel·la, i una trapa que dona accés a una ombrívola masmorra.
Sobre el saló principal es troben dues plantes, amb parapets al nivell de la teulada. El parapet oest fou fet abans de l'any 1624, quan es va dur a terme un inventari, creant una galeria. Una estructura similar va ser construïda sobre l'escaira sud-est, donant a la façana sud una aparença simètrica. Les plantes superiors també van ser subdividides abans d'aquesta època.
Va haver-hi una època en la qual un fossat i un terreny barrat envoltaven la torre, encara que van ser llevats a principis del segle xviii, quan es va afegir una casa senyorial a l'ala est de la torre. Entre 1890 i 1902 aquesta casa va ser remplaçada per l'actual mansió baronial escocesa, pels arquitectes James Barbour & JM Bowie de Dumfries. El castell va ser comprat pels actuals propietaris, al Comte de Mansfield, l'any 1984, i va ser renovat fins a la seva condició actual, sent usat com a hotel des de llavors.
El castell de Comlongon està catalogat com a monument llistat de categoria A.